# Рухи земної кори
Рухи земної кори, що відбуваються під впливом глибинних процесів усередині Землі, можуть бути коливальними, складчастими і розривними. 
Перші два з них викликають пластичне порушення пластів гірських порід, а третій вид — розломи пластів гірських порід.
До коливальних рухів відносяться такі рухи, які викликають вертикальні переміщення (підняття і опускання) окремих ділянок земної кори один відносно іншого. Рухи цього виду відбуваються з моменту утворення Землі, спостерігаються вони і в даний час. Наслідком коливальних рухів є порушення горизонтального положення пластів осадових гірських порід з утворенням дуже пологих прогинів (синеклізу) і здуттів (антеклізу). Як правило, антеклізи і синеклізи порушуються здуттями і прогинами менших масштабів. Утворені при цих порушеннях нові структури називають локальними.
Складчасті рухи, що викликають, як і коливальні рухи, пластичне порушення пластів гірських порід, призводять до утворення складок. При розгляді складки земної кори в розрізі видно, що пласти в ній вигнуті хвилеподібно. Складка, в ядрі якої знаходяться молодші пласти, ніж по краях, називається синклінальною. Вона, як правило, буває направлена вигином вниз, і пласти на крилах її падають назустріч один одному. Складка, в ядрі котрої знаходяться давніші пласти, ніж по краях, називається антикліналлю. Вона направлена вигином вгору; пласти падають від неї в обидва боки. Сусідні антикліналь і синкліналь у сукупності утворюють повну складку. Зустріти в природі лише одну повну складку майже неможливо. Як правило, за однією складкою йде інша і т. п.
Розривні рухи, які є наслідком коливальних і складчастих видів руху, призводять до незворотного процесу утворення складок розривних форм. При розривних рухах відбувається зміна горизонтальної або складчастої форми залягання гірських порід внаслідок інтенсивного впливу на породи внутрішніх сил Землі. При утворенні складок пласти часто не витримують напруги і розриваються. При цьому утворюються тріщини, через які пласти можуть зміститися один відносно іншого.